# Clash of the Champions
O Clash of the Champions foi uma série de televisão de wrestling profissional produzida pela World Championship Wrestling. Continha supercards com as principais lutas de eventos pay-per-views, similar ao programa da WWF, Saturday Night's Main Event.
O primeiro Clash of the Champions foi realizado em 27 de março de 1988 pela Jim Crockett Promotions e intitulado de NWA: Clash of the Champions. O programa foi exibido até 1997. Teve 35 episódios.
Em 2016, 15 anos após a compra da WCW pela WWF (agora WWE), a empresa realizou um pay-per-view exclusivo do Raw com o  nome homônimo.